# Sică Alexandrescu színház
A Sică Alexandrescu színház (románul: Teatrul Sică Alexandrescu) Brassóban, a Színház téren (Piața Teatrului), a Rezső körút keleti végén áll. 1946-ban alapították Teatrul Popular (Népi Színház) néven, jelenlegi épületébe 1959-ben költözött. Eklektikus stílusú, klasszicista és kubista elemeket ötvöző épület a belvárosban, legnagyobb terme 750 férőhelyes.

## Története
A brassói színjátszás több évszázados múltra tekint vissza. A szász Honterus-líceum diákjai már a 16. század közepén is tartottak előadásokat, 1794-ben pedig megépült a Redut (Vigadó), melynek termében főként magyar társulatok léptek fel. Egy román előadás bemutatását már 1782-ben feljegyezték; az első, bár rövid életű román csoport 1847-ben alakult, és ezen felül több regáti társulat is vendégszerepelt a városban. Az 1910-es években Karl Ernst Schnell polgármester egy városi színház felépítését tervezte, de a háború és az utána következő időszak meghiúsította a tervet, így Brassónak továbbra sem volt sem külön színházépülete, sem állandó társulata.
Végül 1946-ban megalakult a Teatrul Popular (Népi Színház), melyet december 3-án, a Két úr szolgája Carlo Goldoni-darabbal nyitottak meg. 1947-ben felvette a Teatrul Poporului (Nép Színháza), majd a kommunista államosítás után, 1949-ben a Teatrul de Stat (Állami Színház) elnevezést. Ekkor még a Postaréten levő egykori Apollo (később Astra) mozi termében működött.
Új, jelenlegi épületét 1956-ban kezdték építeni a Rezső körúton. Itt korábban egy magyar református iskola és egy szeretetotthon volt, melyeket 1948-ban lebontottak, hogy itt építsék fel a „Népi Athenaeumot”. Az Athenaeum munkálatai hamarosan félbemaradtak; részben elkészült szerkezetét, elemeit felhasználták a színházépülethez, melyet végül 1959. augusztus 22-én avattak fel. 1967-ben neve Drámai Színház (Teatrul Dramatic) lett. 1994-től viseli korábbi rendezője, Sică Alexandrescu (1886–1973) nevét.
1968–1971 között a színház épülete adott helyet az Aranyszarvas Fesztiválnak. Itt kerül megrendezésre 1978 óta a Kortárs Dráma Fesztivál, 1993 óta pedig a Kortárs Színházfesztivál. Időnként magyar előadásoknak is otthont ad; az első brassói magyar színházfesztivált 2017 októberében rendezték meg.
A színház olyan hires rendezők darabjait is játssza, mint John Osborne vagy Neil Simon.

## Leírása
Két terme van, az egyik 60, a másik 750 férőhelyes. Stílusa a klasszicizmus, kubizmus, modernizmus ötvözete, melyet humorosan „sztálini barokknak” neveznek.
A mellette található kis parkban 1973-ban állították fel Andrei Mureșanu bronzszobrát (korábban ezen a helyen volt a református szeretetotthon). A színház másik felén helyezkedett el a város római katolikus temetője; ezt a román hatalom 1987-ben felszámolta. A temetőkápolnát kegyeleti okokból meghagyták, és ma is látható a színház mellett.